# Johann Otto Hellwig
Johann Otto von Hellwig (* 1654 in Kölleda (Kurfürstentum Sachsen); † 1698 in Bayreuth; auch Johannes Otto Helbig / Helwig) war ein deutscher Ostindienreisender, Arzt, Alchemist und Autor.

## Leben
Johann Otto Baron v. Helwig wurde als Sohn des Diakons Caspar Hellwig in Kölleda geboren. Er ist der ältere Bruder des ähnlich namhaften Arztes und Publizisten Christoph von Hellwig (1663–1721). Die Fundamente seiner Bildung wurden in der Schulpforta gelegt. Im Alter von 17 Jahren ging er zum Studium nach Jena, dann nach Erfurt, Altdorf und Basel. Nach der Promotion zum Doktor der Medizin trat er 1675 in die Dienste der niederländischen Ostindien-Kompanie – als Adelborst (hier wohl in der Bedeutung „Gefreiter“), wie sein Reisegefährte, der Württemberger Christoph Schweitzer im „Journal- und Tagebuch seiner sechsjährigen Ost-Indianischen Reise“ bemerkt. Im Juli 1676 traf er in Batavia ein und fand Schweitzers Reisebuch zufolge Anstellung in der Apotheke des deutschen Arztes und Kaufmanns Andreas Cleyer:

„Den zwanzigsten [August 1676] brachten 12 Javanen ein Schlang, deren Länge 26 Holtzschuhe war, tot vor des Generals Haus, die der General [=Generalgouverneur], als er sie gesehen, seinem Doctori, Namens Kleyern zu bringen befohlen, welcher durch Joh. Otto Helwig, Med. Doct. aus Sachsen gebürtig, und als auch ein Soldat mit mir in Indien geschiffet, anjetzo aber vor einen Apotheker-Gesellen serviert, die Schlang öffnen und wieder ausfüllen ließ.“

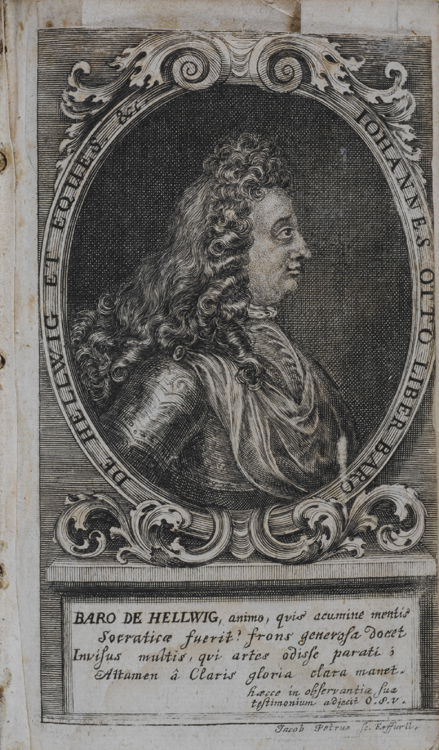
Porträt Hellwigs (aus: Arcana Majora)

Dies war die Zeit, in der sich die Beziehungen Cleyers zu den Mitgliedern der deutschen Akademie der Naturforscher vertieften. Auch Helwig nahm Kontakt auf, wie eine 1678 in Batavia gedruckte Epistel belegt: „J.O. Helbigii […] Introitus in veram atque inauditam Physicam epistola ex India Orientali in Europum ad […] Academiam naturae curiosorum transmissa apertus […]“. Schon hier wird sein starkes Interesse an der Alchemie deutlich. In der zweiten Hälfte jenes Jahres stellte Cleyer den sächsischen Gärtner George Meister ein, der die Leidenschaft für die Erkundung der ostasiatischen Pflanzenwelt teilte und später ein Buch über seine Beobachtungen in Asien publizieren sollte. Auch Hellwig hatte inzwischen allerlei Beobachtungen zu Tieren, Heilmitteln und Mineralien zu Papier gebracht, die 1679 in den Miscellanea curiosa der deutschen Naturforscher als Beobachtungen über „verschiedene indische Dinge“ (De variis rebus Indicis) abgedruckt wurden. Besonders die Ausführungen über die Herkunft der seinerzeit noch geheimnisumwitterten Paradiesvögel (De Ave Manucodiata, seu Paradisiaca, Indis et Australi-Orientalibus Burung Aru dicta) fanden einige Resonanz und gingen später sogar in französische Fachenzyklpädien ein. Doch damit schien Hellwigs Interesse an der Naturbeobachtung erschöpft gewesen zu sein. Während sein Bruder Christoph 1684 unter dem Agnomen „Galenus II.“ in die Leopoldina aufgenommen wurde, sucht man Johann Christophs Namen im Mitgliederverzeichnis vergebens. Hellwigs Dienstverhältnis in Cleyers Apotheke endete gegen Ende der siebziger Jahre.
Nach seiner Rückkehr nach Europa wurde er kurpfälzischer Leibmedicus und Honorarprofessor in Heidelberg. Aus dieser Zeit sind ein paar bissige Bemerkungen des Frankfurter Arztes Sebastian Scheffer erhalten. Scheffer, mit dem Cleyer Ende der 1670er Jahre Kontakt aufgenommen hatte, kommt in einem im Januar 1681 aufgesetzten Schreiben an Leibniz unter anderem auf Cleyer und in diesem Kontext auch auf dessen „Halb-Adepten“ Hellwig zu sprechen:

„Der semi adeptus ist nur 1 Jahr darinnen geweßen, u. ist noch sehr jung, heist Helbigius, ein junger Mann, wie man mir sagt von großen Einbildungen, welcher sich in reden sehr verlaufft, sed haec inter nos. Er hält sich jetzt zu Heidelberg auf, u. hat seinen prodromum vermehret.“

Doch auch in Heidelberg hielt es Hellwig nicht lange. Es folgte ein unstetes Wanderleben, das ihn nach Frankreich, Portugal, Italien, England, Dänemark und in andere Länder führte. Vom Stein der Weisen, einer Substanz, mit der man unedle Metalle wie Quecksilber in Gold oder Silber verwandeln könne, mochte er bis zu seinem Lebensende nicht lassen. 1680 wurde in Hamburg der oben erwähnte Brief aus Ostindien gedruckt. Im folgenden Jahr veröffentlichte er eine noch eingehendere Schrift als Antwort auf Fragen, die ihm sein “geliebter Freund Dr. C.T.S.” gestellt habe:
Gründliche Antwort auf folgende Drey Fragen: I. Was eigentlich der Lapis Philosophorum sey? II. Worinnen seine Materia bestehe und wie sie müsse bereitet werden. III. Und endlich was von denen Laboranten und Goldsuchern insgemein Alchemisten, an Herren=Höfen, halten solle" (Heidelberg 1681).
Mit einem solchen Thema erregte man bei allen Liebhabern des Goldes und der Hermetik große Aufmerksamkeit, die durch den Rundumschlag gegen die Alchemisten an den Höfen um ein Weiteres gesteigert wurde. Im folgenden Jahr publizierte Hellwig die Übersetzung eines alchemistischen Textes, den er dem “asiatischen Mohren”“Ali Puli” zuschreibt. Das arabische Original sei von “H. L. V. A. H.” ins Portugiesische und dann von ihm ins Deutsche übersetzt worden. Dies war der erste Druck eines Textes von “Ali Puli” überhaupt, und da dessen historische Existenz bis heute nicht nachgewiesen werden konnte, ist es gut möglich, dass Hellwig die Schrift selbst verfasst hatte. Im persönlichen Umgang machte er offenbar Eindruck. Cleyer bezeichnet in als „Lumina medicorum“ (Cleyer), das heißt als Leuchte unter den Ärzten, was aber auch ironisch gemeint sein konnte. Der Herzog von Gotha wie auch der König von Dänemark, Christian V., jedoch ernannten ihn zu ihrem Rat, König Charles II. von England erhob ihn gar in den Adelsstand. Unter seinen Schriften spiegelt folgender Titel das bunte Leben dieses Mannes am eindrucksvollsten wider:
Johannis Ottonis Liber. Baronis de Hellwig Magn. Britann. Equitis S. Reg. Maj. Danic. Consiliarii &c. piae Memoriae, Arcana majora, oder curiose und nützliche Beschreibung vieler wahrhaften physicalischen medicinischen, chymischen, alchymischen, chyrurgischen und oeconomischen Geheimnisse. Aus weltberühmter Leute, so wohl Indianischen Braminen oder Weltweisen, als auch Teutschen, Spanier, Italiäner, Engelländer, Holländer, Dänen, Frantzosen, und anderer vortreflichen Männer Manuscriptis, und Corresopondentzen, auch eigener Erfahrung, auf seinen zwantzigjährigen weltläuftigen Reisen, mit sonderbaren Fleiß collegiret. Mit unterschiedlichen schönen raren Experimenten, Observationen und Animadversionen vermehret. Auf inständiges Verlangen vieler (so wohl Hoher als Niedriger) Patronen und Freunden, nunmehro in Druck gegeben, auch mit nützlichen Figuren und nöthigen Registern versehen, von L. Christoph Hellwig, Phys. zu Tännstädt.

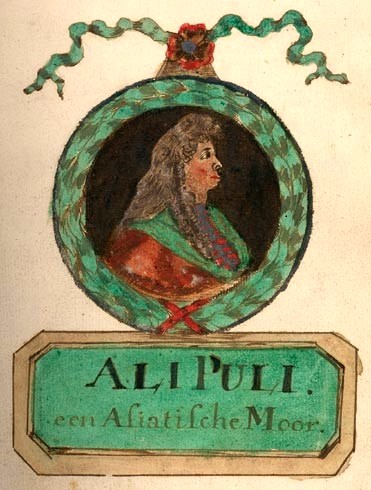
Ali Puli, “ein asiatischer Mohr” (aus einer Handschrift des niederländischen Arztes Burghard de Groot, 1735)

1684 leistete ihm sein neun Jahre jüngerer Bruder Christoph eine Zeitlang Gesellschaft. Dieser blieb jedoch bodenständiger und machte ebenfalls Karriere als Arzt und Publizist. Nach Johann Ottos Tod gab er 1712 die Arcana majora („Große Arkana“) heraus und zwei Jahre darauf als eine Art letztes Testament eine erneute Version der Curiosa Physica. Otto von Hellwigs Schriften wurden auch danach in vielerlei Auflagen nachgedruckt, einige erschienen in fremdsprachigen Übersetzungen. In der Geschichte der Alchemie des 17. Jahrhunderts nimmt er einen prominenten Platz ein.

## Werke
- Johann Otto Helbigius: De variis rebus Indicis; puta, de Leone, Tigridibus, de rara quadam Africae ave; de Gammaris terrestribus; de Scorpionibus non venenatis; de Lacertis non venenatis; de Simiis, Lacertis ac Felibus volantibus; de Vaccis marinis; de menstruo Sanguinis fluxu in Bestiis; de Hominibus caudatis; de Ave Manucodiata, seu Paradisiaca, Indis et Australi-Orientalibus Burung Aru dicta; de Ambra grisea; de Alcali nativo; de Testudinum generatione; de Gallinis Javanensibus, & Mineris Indicis. In: Miscellanea curiosa sive ephemeridum medico-physicarum Germanicarum Academiae Caesareo-Leopoldinae Naturae Curiosorum, Decuria I, Annus IX/X (1678, 1679), Observatio 194 (S. 453–464).
- Johannis Ottoni Helbigii, Thuringi, Philosophi & Medicinae Doctoris, Introitus in veram atque Inauditam Physicam: Epistola ex India orientali in Europam ad Celeberrimam Sacri Romani Imperii Academiam Naturae Curiosorum transmissa, apertus. (Heidelberg, 1680) (American Libraries (PDF) im Internet Archive).
- Johannis Ottonis Helwigii […] und bey der Heydelberg. Universität P. P. Gründliche Antwort auf folgende Drey Fragen: I. Was eigentlich der Lapis Philosophorum sey? II. Worinnen seine Materia bestehe und wie sie müsse bereitet werden. III. Und endlich was von denen Laboranten und Goldsuchern insgemein Alchemisten, an Herren=Höfen, halten solle (Heidelberg, 1681).
- Centrum naturae concentratum, oder, Ein Tractat von dem wiedergebohrnen Saltz: insgemein und eigendlich genandt der Weisen Stein, in Arabischen geschrieben von Ali Puli, einem asiatischen Mohren, darnach in Portugiesische Sprache durch H. L. V. A. H. und ins Hochteutsche versetzt und heraus gegeben von Johann Otto Helbig Rittern, Churfürstl. Pfälzischen Rath, Leib-Medico, und bey der Heidelbergischen Universität Professore Publico. (Heidelberg, 1682).
- Johannis Ottonis de Helbig: Magnae Britanniae Equitis & er. Principis-Electoris Palatini Consiliarii, Judicium de Duumviris Hermeticis Foederatis, et horum Epistola buccinatoria secunda Amico, tale petenti per Epistolam responsoriam communicatum, debitoque in bonum publicum amore nunc editum. Amsterdam 1683. Google Books (PDF).
- Curiosa Physica oder Lehre von den unterschiedlichen Natur-Geheimnissen, welche unter etliche Capitel gesetzet, und auf der anderen Seite, befindlich sind; In etwas vermehrt (Sondershausen, 1701).
- Arcana majora, oder curiose und nützliche Beschreibung vieler wahrhaften physicalischen, medicinischen, chymischen, alchymischen, chyrurgischen und oeconomischen Geheimnisse.(Frankfurt am Main / Leipzig, 1712).
- Curiosa physica, oder gründliche Lehre von unterschiedlichen Natur-Geheimnissen: sonderlich das philosophische Meisterstück oder so genandten Lapid[em] Philos[ophorum] betreffend, gleichsam als sein letztes Testament. Zum Andernmal heraus gegeben und mit unterschiedlichen curiösen Stücken vermehret von L.C. Hellwig. (Frankfurt am Main/Leipzig/Mühlhausen, 1714).